# Vismia tenuinervia
Vismia tenuinervia är en johannesörtsväxtart som först beskrevs av E. v.d. Berg, och fick sitt nu gällande namn av N.K.B. Robson. Vismia tenuinervia ingår i släktet Vismia och familjen johannesörtsväxter. Inga underarter finns listade i Catalogue of Life.